# 山村哉
山村哉，本名相同。筆名：（1968年5月1日—），日本男性漫畫家。出身於石川縣松任市（現白山市）。他的作品主要在《YOUNG KING OURs》（少年畫報社）、《月刊Sunday Gene-X》（小學館）發表。代表作是《神樣DOLLS》。

## 人物簡介
1991年，以在《Cyber Comics》（萬代）首次亮相。之後其作品大部分在《YOUNG KING OURs》（少年畫報社）發表。另外還別名伊崎浪也參加同人誌活動。其筆名上面提到是將本名全部轉化成平假名，因為本名難讀。
與同事廣江禮威是友人，米村孝一郎則是山村在高中時期的學長。在接受漫畫雜誌《DRAGON MAGAZINE》和《Pafu》的採訪時，他對漫畫家三原順表示尊敬，並表示想要靠得更近一些。他說受到森美夏的影響是在《神劍退魔錄 劍之繼承者》連載開始的前後，經常在角色的眼睛下方畫一個跟熊一樣的陰影。在幾乎所有以男生為主角的作品中，都會出現男主角夢寐以求的年長女性，而作者本人則將這種傾向描述為「詛咒」和「疾病」。封面顏色和插圖基本上都是模擬的，但是在《神樣DOLLS》則採用了電腦上色。
興趣：騎車、觀賞鳥、音樂鑑賞。因此在作品中經常出現鳥。在《天才指揮家》中以音樂為主題進行繪畫，因為這是他的愛好。
喜歡富野由悠季所有的作品，因此在《Animage》中，他負責專區的插畫。富野的作品經常在雜誌專欄中被提及。2005年度《Animage》的最佳動畫中提到了《雙戀》。

## 作品一覽

### 漫畫
| 作品名稱（日文原名）      | 發表雜誌／年份                        | 出版社              | 冊數                 | 備註                                     |
| ------------------------- | ------------------------------------- | ------------------- | -------------------- | ---------------------------------------- |
| 龍哭譚紀行                | 《Comic Master EX》1992年－1994年     | HobbyJAPAN          | 全1冊                |                                          |
| CROSSING GAME             | 《月刊DRAGON MAGAZINE》1993年－1994年 | 富士見書房          | 全1冊                |                                          |
|                           | 《Comic Master EX》1994年－1995年     | HobbyJAPAN          | 全1冊                |                                          |
|                           | 《Comic Master》1996年                | HobbyJAPAN          | 全1冊（未完）        |                                          |
|                           | 《YOUNG KING OURs》1997年             | 少年畫報社          | 全1冊                |                                          |
| 未來的行蹤 - 短篇集。（） | 《YOUNG KING OURs》1998年－1999年     | 少年畫報社          | 全1冊                | 短篇集。                                 |
|                           | 《Comic Gum》1999年－2002年           | WANI BOOKS          | 全7冊                |                                          |
| 神劍退魔錄 劍之繼承者（） | 《YOUNG KING OURs》1999年－2006年     | 少年畫報社 台灣東販 | 全10冊 外傳全1冊     |                                          |
| 境界戰線（）              | 《月刊Sunday Gene-X》2003年           | 小學館              | 全1冊                |                                          |
| 蒼之聖頌曲（）            | 《Ultra Jump》2003年－2007年          | 集英社 青文出版社   | 全5冊                |                                          |
|                           | 《YOUNG KING OURs》2006年－2007年     | 少年畫報社          | 全1冊                |                                          |
| 神樣DOLLS（）             | 《月刊Sunday Gene-X》2006年－2013年   | 小學館 青文出版社   | 全12冊               | 代表作。2011年7月－9月播出同名電視動畫。 |
| 天才指揮家（）            | 《YOUNG KING OURs》2009年－2014年     | 少年畫報社          | 全10冊               |                                          |
| 碧碧藍的雅特波斯（）      | 《月刊Sunday Gene-X》2013年－2017年   | 小學館              | 全7冊                |                                          |
| 音樂教室（）              | 《漫畫人生MOMO》2014年－2016年        | 竹書房              | 全1冊                |                                          |
| SEVEN EDGE                | 《畫樂之杜》2016年－2019年            | 集英社              | 全5冊                |                                          |
| [ 6 ]                     | 《月刊Sunday Gene-X》2017年－2019年   | 小學館              | 全5冊                |                                          |
| [ 7 ] [ 8 ]               | 《月刊Sunday Gene-X》2019年－2020年   | 小學館              | 全3冊                |                                          |
| [ 9 ]                     | 《YOUNG KING OURs》2021年－           | 少年畫報社          | 1冊（截至2021年8月） |                                          |

### 短篇
| 作品名稱（日文原名） | 發表雜誌／年份            | 出版社     | 備註                      |
| -------------------- | ------------------------- | ---------- | ------------------------- |
| [ 10 ]               | 《YOUNG KING OURs》2015年 | 少年畫報社 | 未收錄。                  |
| 超人洛克異聞（）     | 《YOUNG KING OURs》2017年 | 少年畫報社 | 負責TRIBUTE企劃的一部分。 |

### 其它
- （德間書店《Animage》）－插畫

## 腳注

## 外部連結
- 神樣Dolls 山村哉 小學館漫畫 -Sunday GENE-X- （页面存档备份，存于） （日語）－月刊Sunday Gene-X官網公開資料。
- 山村哉的X（前Twitter） （日語）（2011年5月10日－）